# Villiers-Vineux
Villiers-Vineux este o comună în departamentul Yonne, Franța. În 2009 avea o populație de 294 de locuitori.

## Evoluția populației
| An        | 1975 | 1982 | 1990 | 1999 | 2006 | 2009 |
| --------- | ---- | ---- | ---- | ---- | ---- | ---- |
| Populație | 194  | 214  | 257  | 246  | 281  | 294  |